# Lisa Moos
Lisa Moos  (* 1968 in Göttingen) ist eine deutsche Autorin und ehemalige Prostituierte. Nachdem sie als 15-Jährige Geld für eine Abtreibung zusammensparen musste, geriet sie ins Rotlichtmilieu, wo sie 20 Jahre verblieb. 2004 gründete sie in Spanien eine Medienagentur und veröffentlichte 2005 ihre Memoiren, denen 2006 eine Fortsetzung folgte. Außerdem unterstützte Moos im Jahr 2006 den Autor Peter Lancester bei seinem Buch Dämonentränen.
Moos hat zwei erwachsene Söhne und lebt auf Mallorca.

## Publikationen
- Das erste Mal und immer wieder. Autobiografische Schilderung einer Prostituierten. Schwarzkopf & Schwarzkopf, Berlin 2005, ISBN 3-89602-656-9.
- Männerroulette. Ein Leben nach der Prostitution.  Schwarzkopf & Schwarzkopf, Berlin 2006, ISBN 3-89602-689-5.